# Veículo Lançador de Satélites
O Veículo Lançador de Satélites ou o VLS é um modelo de foguete desenvolvido no Brasil com a finalidade de colocar satélites na órbita da Terra. Este foguete teve como base componentes desenvolvidos sobre a tecnologia empregada nos foguetes da família Sonda.

## História do VLS-1
O VLS-1 começou a ser desenvolvido em 1985 e já passou por dois testes em voo em 1997 e em 1999.
O Instituto de Aeronáutica e Espaço (IAE) que faz parte do Departamento de Ciência e Tecnologia Aeroespacial (DCTA) desenvolveu, a partir de 1966 uma família de foguetes de sondagem da série Sonda.
O aperfeiçoamento crescente da tecnologia espacial permitiu o desenvolvimento do VLS, em que o primeiro estágio é constituído de quatro propulsores iguais, do tipo de S-43, que operam simultaneamente e é similar ao primeiro estágio do foguete Sonda IV, foguete pertencente à última série da família Sonda.
O propulsor do segundo estágio é idêntico ao do primeiro estágio, a menos da sua tubeira móvel. O propulsor do terceiro estágio é do tipo S-40, também equipado com tubeira móvel e é oriunda do primeiro estágio do foguete Sonda IV. O propulsor S-44 do quarto estágio foi construído com fibra de carbono, possui tubeira fixa e é o responsável pelo último incremento de velocidade e que injeta o satélite em órbita.
O veículo dispõe de baia de equipamentos para acomodar sistemas para o basculamento do veículo, controle e guiamento, rolamento do quarto estágio, equipamentos de bordo tais como transponder, telemetria, teledestruição, etc.
Com capacidade para colocar satélites de até 350 kg em órbitas baixas (de 250 a 1 000 km), o VLS-1 permitirá a consolidação de tecnologia indispensável à satelização de engenhos espaciais de significativa importância para o país.
O Departamento de Ciência e Tecnologia Aeroespacial (DCTA) e a Agência Espacial Brasileira (AEB) anunciaram, em audiência pública realizada no Senado Federal em 16 de fevereiro de 2016, o fim do Projeto Veículo Lançador de Satélite-1. Em seguida, em uma reunião ocorrida no dia 29 de fevereiro de 2016 no Instituto de Aeronáutica e Espaço (IAE), ficou implícito o fim do projeto VLS-1, sendo a prioridade deslocada para o VLM-1. Os componentes e subsistemas pertencentes ao VLS-1 poderiam ser utilizados no foguete de sondagem VS-43.

## Voos
Foram previstos quatro voos de qualificação antes do foguete estar considerado apto a participar mais ativamente do programa espacial. Três foguetes foram produzidos entre 1997 e 2003, porém na prática só dois voaram.

### VLS-1 V1
Em seu voo inaugural do primeiro protótipo do Veículo Lançador de Satélites, denominado VLS-1 V01, em novembro de 1997, na operação denominada Brasil, o primeiro protótipo do VLS-1 foi lançado a partir do Centro de Lançamento de Alcântara (CLA), transportando o SCD-2A, um satélite de coleta de dados. Contudo, durante os primeiros segundos de voo, devido a uma falha na ignição em um dos propulsores do 1º estágio, houve a necessidade de acionar em solo o comando de autodestruição.
A investigação conduzida posteriormente apontou o mau funcionamento de um equipamento, chamado "dispositivo mecânico de segurança"(DMS), como o fator causador da falha.

### VLS-1 V2
Pouco mais de dois anos depois, em dezembro de 1999, a operação Almenara foi realizado o segundo voo de qualificação, levando a bordo do VLS-1 V02 um satélite científico desenvolvido pelo INPE, o SACI-2. Novamente, uma falha também no sistema pirotécnico, porém no 2º estágio, ocasionou a explosão deste, havendo a necessidade de autodestruição por telecomando.
A investigação indicou que a falha foi devida à penetração de chama na parte superior do bloco de propelente do propulsor do segundo estágio.

### VLS-1 V3
No dia 22 de agosto de 2003, três dias antes da data prevista para o lançamento, o VLS-1 V03 da operação denominada de São Luís, sofreu uma ignição prematura provocando o acidente por volta das 13h30 na base de Alcântara, no Maranhão, três dias antes do seu lançamento, matando 21 técnicos que estavam na plataforma de lançamento.
Seria o terceiro voo de qualificação. Dois satélites científicos de tecnologia nacional, o SATEC, do Instituto Nacional de Pesquisas Espaciais, e o UNOSAT, da Universidade Norte do Paraná, foram destruídos.
| # | Foto | Veículo  | Carga        | Data                                                                      | Local | Resultado | Observações                     |
| - | ---- | -------- | ------------ | ------------------------------------------------------------------------- | ----- | --------- | ------------------------------- |
| 1 |      | VLS-1 V1 | SCD-2A       | 2 de Dezembro de 1997                                                     | CLA   | Falhou    | Destruído no Lançamento         |
| 2 |      | VLS-1 V2 | SACI-2       | 11 de Dezembro de 1999                                                    | CLA   | Falhou    | Destruído no Lançamento         |
| 3 |      | VLS-1 V3 | SATEC UNOSAT | 22 de Agosto de 2003 (três dias antes da data prevista para o lançamento) | CLA   | Falhou    | Destruído na base de lançamento |

### Voos planejados
| # | Foto | Veículo                | Carga                                                 | Data                             | Local                                    | Resultado         |
| - | ---- | ---------------------- | ----------------------------------------------------- | -------------------------------- | ---------------------------------------- | ----------------- |
| 1 |      | VLS-1 mockup           | Teste de plataforma, sem combustível e sem carga útil | 2012                             | CLA                                      | Sucesso           |
| 2 |      | Operação Santa Bárbara | Testes de componentes e redes elétricas               | 2016                             | CLA                                      | Cancelado         |
| 3 |      | VLS-1 XVT-01 VSISNAV   | apenas os dois primeiros estágios ativos              | 2017                             | CLA                                      | Cancelado         |
| 4 |      | VLS-1 XVT-02           | Teste de lançamento completo                          | 2018                             | CLA                                      | Cancelado         |
| 5 |      | VLS-1 V-04             | Lançamento do satélite Amazônia-1                     | 2019                             | CLA                                      | Cancelado em 2019 |
| 5 | 2021 | VLS-1 V-04             | Lançamento do satélite Amazônia-1                     | Centro de Lançamento Sriharikota | Lançado pela Índia em fevereiro de 2021. |                   |

#### VLS-1 V4

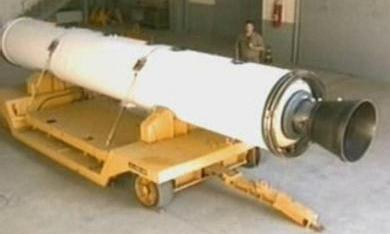
Motor VLS

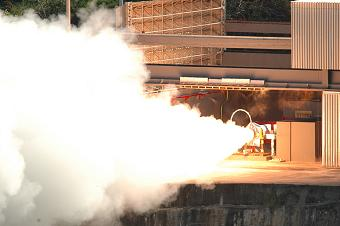
Motor VLS

O IAE e o CTA realizaram vários testes nos diferentes estágios do foguete VLS a fim de qualificá-los de maneira independente, tendo o primeiro teste de qualificação sido executado, com sucesso, em outubro de 2008. Em 2010 foi lançado com sucesso um foguete experimental com apenas os dois primeiros estágios, denominado VLS-1B, porém sem carga útil.
Depois da explosão do último foguete na base de lançamento o Brasil recriou um foguete totalmente revisado.
Foram gastos mais de 3 milhões de dólares para que a Agência Espacial Russa apontasse falhas.
Em 2012 seria lançado o foguete completo com um satélite ainda a ser definido.

## Montagem do foguete
As partes do VLS-1 como motores, baia, coifa, são montadas no Centro Técnico Aeroespacial (CTA), em São José dos Campos no estado de São Paulo, e transportadas, por avião, em containers, para o Centro de Lançamento de Alcântara (CLA), que são depositados no hangar de preparação do veículo.
Após inspecionadas, as partes são transportadas para a plataforma de lançamento e montadas com o auxílio da Torre Móvel de Integração (TMI) a qual possui, na sua parte superior uma sala limpa, que permite a montagem final do satélite e o fechamento da coifa.
Após os testes finais, no processo de preparação para o lançamento, a TMI é deslocada sobre trilhos e o foguete fica pronto para o lançamento. Na fase final do processo de preparação os testes são controlados a partir da casamata e o lançamento a partir do Centro de Controle. O CLA conta com equipamentos de telemedidas, de rastreamento e de meteorologia, dentre outros, para o acompanhamento e avaliação do voo.

## Características do foguete VLS

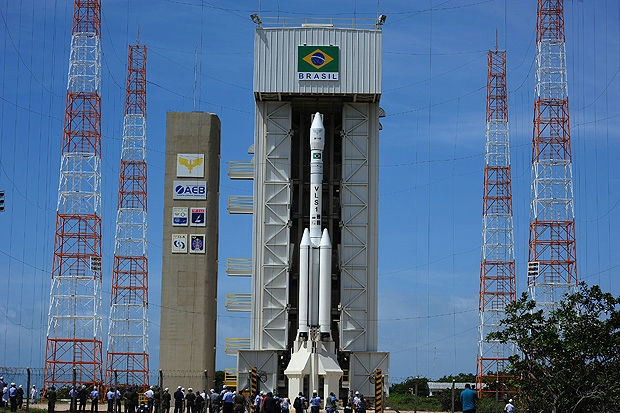
A nova Torre de Integração Móvel com um protótipo do VLS-1

É um veículo lançador de satélites que utiliza motores-foguetes carregados com propelente sólido do tipo composite (perclorato de amônio, alumínio em pó e polibutadieno) em todos os estágios, com capacidade para colocar satélites de até 350kg em órbitas baixas que variam de 250 a 1 000 km e com várias possibilidades de inclinações quando lançado do Centro de Lançamento de Alcântara (CLA).
- O VLS-1 é composto de sete grandes subsistemas:

Primeiro estágio (quatro motores), segundo estágio, terceiro estágio, quarto estágio, coifa ejetável, redes elétricas e redes pirotécnicas.
As suas principais características são:
- Número de estágios: 4;
- Comprimento total: 19,7 m;
- Diâmetro dos propulsores: 1 m;
- Massa total: 50 T;
- Massa de propelente do 1º estágio: 28,6 T (4 propulsores S 43);
- Massa de propelente do 2º estágio: 7,2 T (1 propulsor S 43);
- Massa de propelente do 3º estágio: 4,4 T (1 propulsor S 40);
- Massa de propelente do 4º estágio 0,8 T (1 propulsor S 44);
- Carga útil (média): 200 kg;
- Órbita média: 750 km;
- Propelente Sólido Perclorato de Amônio, Polibutadieno e Alumínio pó.

Os quatro motores do primeiro estágio têm cerca de nove metros de altura. No total, o VLS tem 19,4 m.

## Veículo Lançador de Microssatélite
Encontra-se em fase de estudos de definição e desenvolvimento e qualificação de seus sistemas e subsistemas, que serão testados no foguete de sondagem VS-43, o Veículo Lançador de Microssatélite, denominado VLM, para atendimento às missões de injeção em órbita de satélites até 100 kg.
O VLM será um veículo de quatro estágios, que tomará como base a parte central do VLS-1, os 2º, 3º e 4º estágios do VLS-1, acrescido de um 4º estágio e lançado da mesma plataforma do VLS-1.

## Evolução
O Programa Cruzeiro do Sul (PCS), foi apresentado pelo governo brasileiro em 24 de outubro de 2005. Este ambicioso programa, cujo nome é uma referência à constelação de 5 estrelas, foi previsto para ser conduzido pela AEB e pelo CTA em parceria com a Rússia, para o desenvolvimento de 5 novos foguetes lançadores de satélites até 2022, a um custo estimado de US$ 700 milhões.
O primeiro modelo de lançador desse novo programa, o VLS-Alfa, será um VLS-1 com o terceiro e o quarto estágio substituídos por um estágio de combustível líquido. Os modelos de foguete projetados para este programa são os seguintes:
- VLS Alfa;
- VLS Beta;
- VLS Gama;
- VLS Delta; e
- VLS Epsilon.